# Бертони, Ренцо
Ренцо Бертони (итал. Renzo Bertoni; ?? — 31 марта 1938) — итальянский журналист, лейтенант танковых войск, участник Гражданской войны в Испании. Кавалер высшей награды Италии за подвиг на поле боя — золотой медали «За воинскую доблесть» (1938, посмертно).

## Биография
Родился в коммуне Ревере, Королевство Италия.
В начале 1930-х годов закончил Римский университет. После года пребывания в СССР в рамках советско-итальянской программы социально-культурного обмена, в 1933 году опубликовал свою работу под названием Il trionfo del fascismo nell’URSS («Торжество фашизма в СССР»), в которой восхищался СССР.
Журналист, сотрудник министерства культуры Италии лейтенант Ренцо Бертони участвовал добровольцем в Гражданской войне в Испании. 31 марта 1938 года, продвинувшись вперёд на 15 километров вглубь территории, занятой противником, его танкетка CV 3/33 «Ансальдо» была подбита вблизи местечка Каласейте. Бертони с механиком-водителем попытались спастись из горящей танкетки, однако пулемётной очередью Ренцо Бертони был убит.

Его взвод предпринял смелые меры для скорейшего захвата Каласейте, прорвался в тыл противника, и, сея разрушения, храбро продвигался вперёд без подкреплений. После того как танк был подбит, вышел из танка и вместе с механиком-водителем, взяв ручные гранаты, вступил в бой с противником. Сражённый пулемётной очередью в грудь, пал на землю, героически принеся свою молодую жизнь в жертву Отечеству.
Каласейте, 31 марта 1938
Оригинальный текст (итал.)Nell’ardita azione svolta per la conquista del Calaceite dal nucleo celere, di cui faceva parte il suo plotone, penetrato nelle linee nemiche, vi portava lo scompiglio, spingendosi arditamente fino ai rincalzi. Avuto incendiato il carro ne usciva insieme al pilota e ingaggiava con il nemico lotta con le bombe a mano. Investito in pieno petto da una raffica di mitragliatrici, s’abbatteva al suolo chiudendo eroicamente la sua giovane vita in olocausto alla Patria.

Calaceite, 31 marzo 1938
— Из представления к награде

## Награды
- Золотая медаль «За воинскую доблесть» (1938, посмертно)

## Публикации
- Renzo Bertoni, Il trionfo del fascismo nell’URSS. Roma: Signorelli, 1933. 158 pp.
  - 2-я редакция, Милан, 1937. 239 с.

## Память
В честь Ренцо Бертони названа улица в Милане (Via Renzo Bertoni).